# Ungulani Ba Ka Khosa
Ungulani Ba Ka Khosa (Pseudonym von Francisco Esaú Cossa; * 1. August 1957 in Inhaminga, Portugiesisch-Ostafrika) ist ein mosambikanischer Schriftsteller.

## Leben
Khosa studierte Geschichte und Geographie an der pädagogischen Fakultät der Eduardo-Mondlane-Universität in Maputo und arbeitete daraufhin als Lehrer. Er begann seine Karriere als Schriftsteller mit der Veröffentlichung von Kurzgeschichten. Er war an der Gründung der Zeitschrift Charrua beteiligt. Darüber hinaus gehört er der mosambikanischen Schriftstellervereinigung (AEMO) an.
Sein Roman Ualalapi wurde 1990 mit dem Grande Prémio da Ficção Narrativa, 1994 mit dem Prémio Nacional de Ficção ausgezeichnet. 2002 erklärte eine unabhängige Kommission in Ghana das Werk zu einem der 100 besten afrikanischen Bücher des 20. Jahrhunderts.
2007 gewann Khosa den Prémio José Craveirinha für sein Buch Os Sobreviventes da Noite.

## Ehrungen
- 31. Juli 2013: Großoffizier des Ordens des Infanten Dom Henrique

## Werke
- Ualalapi (1987)
- Orgia dos Loucos (1990)
- Histórias de Amor e Espanto (1999)
- No reino dos Abutres (2002)
- Os sobreviventes da Noite (2005)